# سوخته کوه (آستانه اشرفیه)
سوخته کوه، روستایی از توابع بخش مرکزی شهرستان آستانه اشرفیه در استان گیلان ایران است.

## جمعیت
این روستا در دهستان دهشال قرار دارد و براساس سرشماری مرکز آمار ایران در سال ۱۳۸۵، جمعیت آن ۴۵۹ نفر (۱۳۵خانوار) بوده‌است.